# Andreína (telenovela)
Andreina es una telenovela venezolana producida y emitida por Venevisión en 1981. Fue protagonizada por Hilda Carrero y Eduardo Serrano, con las participaciones antagónicas de Mary Soliani y Miriam Ochoa.

## Argumento
La historia se centra en Carlos Eduardo (Eduardo Serrano), un hombre típicamente machista que no se conforma con tener solo una mujer. Él está casado con Belinda (Miryam Ochoa), una mujer muy superficial, al comienzo tienen un grave accidente y son ingresados al hospital, es allí donde Carlos Eduardo conoce a Andreína y queda prendado de ella.
Los padres de Belinda (José Oliva y Yolanda Méndez), nunca han querido a Carlos Eduardo, por eso aprovechan el accidente para hacerle creer que ella ha muerto, y se llevan a Belinda a un hospital del extranjero, dejando a Carlos Eduardo con Andresito, hijo suyo y de Belinda.
Transcurren cuatro años, Carlos Eduardo y Andreína viven juntos pero no están casados, él no se decide, en parte porque no está seguro de la muerte de Belinda, y en parte porque no quiere perder su libertad, de hecho haciéndose pasar por soltero ha enamorado a una joven llamada Desireé (Mary Soliani), ella y su familia juran que pronto será el matrimonio.
La familia de Andreína también la presiona, ya que son muy tradicionales y no están de acuerdo que su hija viva en concubinato. Andreína ha desplegado todo su amor maternal hacia el pequeño Andresito, a quien adora. Ella quiere legalizar su situación, pero Carlos Eduardo le dice que él cree que Belinda vive.
Andreína investiga lo que realmente sucedió, el padre de Belinda le confiesa que ella está viva pero que ya no está casada con Carlos Eduardo porque él se encargó de divorciarlos en vista de la gravedad de su hija.
Andreína presiona a Carlos Eduardo, y este accede a casarse, aunque no rompe con Desireé. Justo antes de la boda regresa Belinda totalmente recuperada y alega ser la legitima esposa de Carlos Eduardo, el conflicto se acentúa cuando también aparece Desireé. Carlos Eduardo no sabe que hacer con sus tres mujeres.

## Reparto
- Hilda Carrero ... Andreína Pastor Márquez
- Eduardo Serrano ... Carlos Eduardo
- Mary Soliani ... Dessiré
- Miriam Ochoa ... Belinda
- Yolanda Méndez
- José Oliva
- Esperanza Magaz ... Doña Carmen
- Chela D'Gar
- Lucila Herrera
- Enrique Alzugaray ... Don Pastor Pastor
- Martha Carbillo
- Gustavo Enrique Morales ... Andresito
- Tony Rodríguez
- Oscar Mendoza
- Jorge Nicolini
- Bárbara Mosquera ... Melina
- Carlos Subero
- Diego Acuña
- Alexis Escámez
- Zulay García ... Reina Coromoto
- Gustavo González ... Dionisio
- Daniel Lugo
- Américo Montero
- Margot Pareja .... Doña Piedad Márquez de Pastor
- Víctor Rentroya
- Henry Salvat